# Universidade Federal, Gashua
A Universidade Federal de Gashua é uma universidade com sede no estado de Yobe, no nordeste da Nigéria.